# 赤離島
赤離島（あかぱなりじま）は、八重山列島の西表島の北東数十m沖にある無人島である。地籍上は、沖縄県八重山郡竹富町字上原の一部。

## 概要
西表島の北東部の赤離崎の沖合に位置する。10mから20m離れて東西に並ぶ2つの小島から構成され、周囲は崖となっている。
地質は西表島と同じく新第三紀中新世の砂岩層である。地元では「あはばなり」、「がばなり」（鳩間島での呼称）等と呼ばれる。「あはばなり」は「赤い離れ島」という意味で、島の岩が赤みを帯びていることに由来する。
周辺の海域は波浪が高く、『八重山島年来記』には順治12年（1655年）に中国船が難破したという記録がある。